# 宋德浩
宋德浩（韓語：송덕호，1993年5月1日—），另譯作宋德鎬，是一位韓國男演員。
2023年被查出2020年提交虛假癲癇診斷書，試圖逃避兵役，最終被判2年緩刑，並重新入伍。

## 演出作品

### 電視劇
- 2019年：tvN《成為王的男人》
- 2019年：tvN《觸及真心》
- 2019年：KBS2《監獄醫生》飾演 張護士
- 2019年：tvN《德魯納酒店》飾演 吳泰錫
- 2019年：KBS2《Justice》飾演 沈光熙
- 2019年：JTBC《浪漫的體質》飾演 秋在勳的朋友(EP12)
- 2020年：tvN《機智醫生生活》飾演 外科實習(EP1)
- 2021年：tvN《Drama Stage－關種》飾演 金成弼
- 2021年：SBS《模範計程車》飾演 趙鍾根[2]
- 2021年：Netflix《D.P：逃兵追緝令》飾演 李在昌
- 2021年：KBS2《花開時想月》飾演 趙志修
- 2022年：MBC《Tracer》飾演 李忠浩(EP4.5)
- 2022年：Netflix《少年法庭》飾演 郭道皙[3][4]
- 2022年：tvN《Link：盡情吃，用力愛》飾演 池元卓（韓世鎮）[5]
- 2022年：SBS《青春應援Cheer Up》飾演 宋浩民
- 2022年：MBC《以一當百執事》飾演 徐海安
- 2022年：tvN《Missing：他們存在過2》飾演 曹正植(EP2)
- 2023年：Disney+《Moving 異能》飾演 徐侑拉的男友(EP5)
- 2023年：Disney+《惡中之惡》飾演 楊基(EP1.3)

### 電影
- 2015年：《放學路》飾演 學生
- 2018年：《燃燒烈愛》飾演 物流中心交班支援者
- 2018年：《我的嘻哈我的家》飾演 Rapper
- 2018年：《我的爸爸是大明星》飾演 Pietro
- 2018年：《To die by your side is such a heavenly way to die》飾演 男孩
- 2019年：《柳烈的音樂專輯》飾演 搬家的住客
- 2020年：《超“人”氣動物園》飾演 普通遊客
- 2021年：《完美的車先生》飾演 電影公司工作人員
- 2021年：《人生二好三壞》飾演 棒球部
- 2021年：《今天的超能力》飾演 民成
- 2021年：《動作英雄》飾演 汽車司機
- 2022年：《獵首密令》飾演 男學生
- 2022年：《精靈》飾演 開市客人
- 2023年：《短跑運動員》飾演 正浩
- 2023年：《Wonderland》飾演

## 外部連結
- 宋德浩的Instagram帳戶
- 宋德浩在韩国电影数据库（KMDb）上的資料（韓語）